# ياسمينا قاديروفا
ياسمينا قاديروفا هي متزلجة على الجليد روسية ولدت في 11 ديسمبر 2004.